# Inmigración india en Argentina
A diferencia de las corrientes migratorias provenientes de otros países, como la de su vecina China, la inmigración india en Argentina no ha sido muy numerosa. A pesar de ellos, existe una pequeña comunidad de indios y de sus descendientes que reside en dicho país sudamericano. La mayoría de ellos se encuentran concentrados en Salta, la ciudad de Buenos Aires, la provincia homónima, Córdoba, Catamarca y Tucumán.
Se estima un número de más de 2.200 indios en Argentina. A pesar de ello, la inmigración proveniente de la India no se ha detenido, sino que, por el contrario, se ha podido registrar un leve incremento.

## Historia

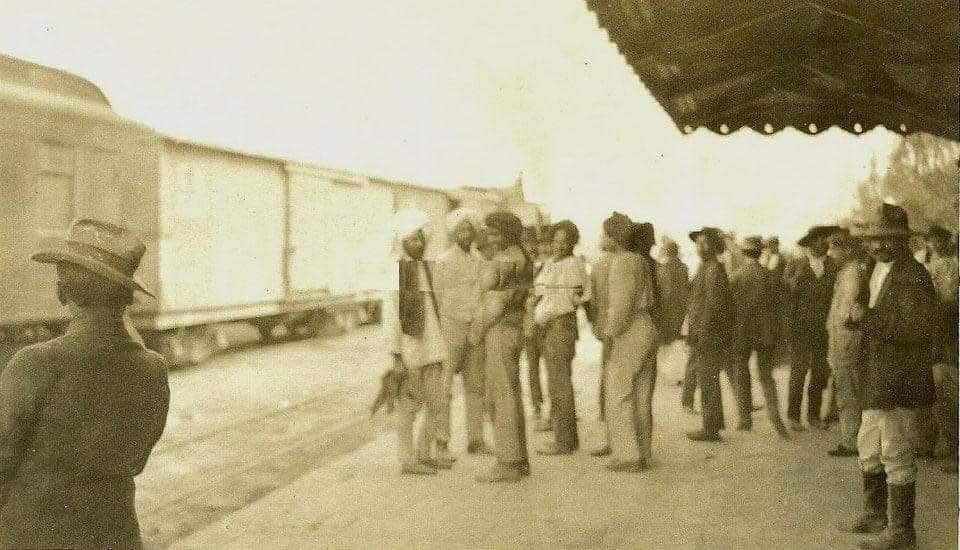
Trabajadores sijs de una fábrica azucarera de San Pedro de Jujuy en 1912.

Los primeros indios en llegar a la Argentina eran sijs provenientes del estado indio del Punyab. Originalmente llegaron a la Argentina a principios del siglo XIX para trabajar en la construcción del ferrocarril llevada a cabo por los británicos. Más tarde, en la década de 1970, llegaron otros, después de haberles sido negada la entrada a Canadá y Estados Unidos, siendo éstos los destinos preferidos, junto con Gran Bretaña, por los emigrantes.
En ese momento, Argentina parecía ser el más prometedor de los países de América del Sur, por lo que se quedaron, concentrándose finalmente en el norte, pues les recordaba a las montañas y las llanuras del Punyab. La mayoría de ellos se instalaron en Rosario de la Frontera, en Salta. En esta remota ciudad del norte argentino se encuentra la única gurdwara sij de toda América del Sur, inaugurada en 1995, con excepción de la que hay en Guyana. Hoy en día, hay cerca de 300 sijes, muchos de los cuales son propietarios de supermercados y de otras clases de tiendas. Los matrimonios mixtos con argentinos católicos son comunes.
En los últimos años, muchos indios han estado viniendo a la Argentina para diversos fines. Un gran número de ellos viven en Buenos Aires, los cuales son hombres de negocios, médicos, ejecutivos financieros o de negocios, y empleados de corporaciones multinacionales. La mayoría de ellos han conservado su ciudadanía india.

## Demografía

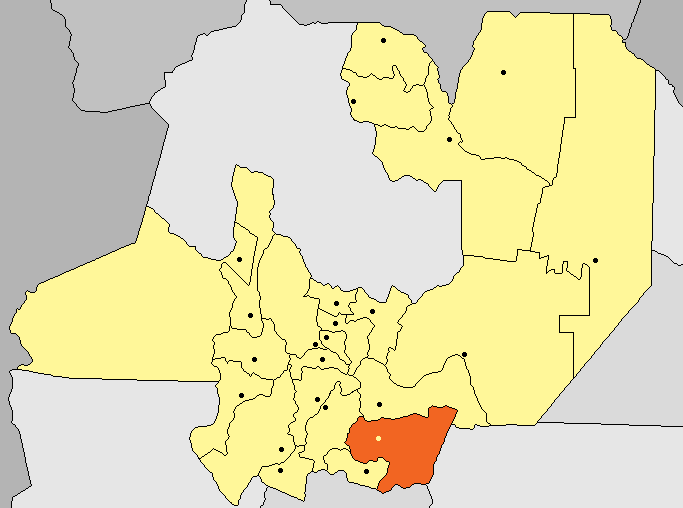
Ubicación de Rosario de la Frontera en Salta.

Salta es la provincia que posee la mayor comunidad india, con unos 550 inmigrantes, el primero de los cuales llegó allí en 1937. Rosario de la Frontera tiene una población de 70 hindúes originarios de la India. Estos últimos formaron familia en la ciudad, con lo cual incrementaron su descendencia en 250 personas aproximadamente, siendo la ciudad con la mayor comunidad hindú de la Argentina. También hay apellidos sij en Metán, en Orán y en la Ciudad de Salta.
Hacia 2001, se estimaba que había 1.600 indios en Argentina. Algunos estudios realizados por la Universidad del Salvador, señalaban que había 2.226 indios en todo el país, de los cuales el 25% de ellos se encuentra en Salta. El resto está distribuido especialmente entre Buenos Aires, Jujuy, Tucumán, Córdoba, entre otras provincias. Los grupos mayoritarios son los sijs y los hindúes. Hacia 2013, la Organización Internacional para las Migraciones registraba 1.736 inmigrantes indios en la Argentina.

## Cultura
La comunidad india en Argentina ha establecido una asociación india en las provincias del norte y organiza eventos sociales y culturales para promover y celebrar festivales de la India como el Diwali. Hay poca interacción entre ellos y los que se han establecido en otras partes de Argentina. Algunos de ellos participan activamente en la propagación del ayurveda, el yoga, la música clásica de la India y el idioma hindi. En Salta se celebra el festival hindú Holi.